# The Butterfly Ball and the Grasshopper's Feast
Pour les articles homonymes, voir Butterfly.
Albums de Roger Glover
Elements
(1978)
The Butterfly Ball and the Grasshopper's Feast est un album-concept produit par le bassiste du groupe Deep Purple Roger Glover. Paru en 1974, il rassemble plusieurs artistes de différents horizons : on y retrouve Eddie Hardin, David Coverdale, Glenn Hughes et Ronnie James Dio.

## Love is All
Il est surtout connu pour la chanson Love Is All, interprétée par Ronnie James Dio, chanteur des groupes Rainbow, Black Sabbath, Dio qui a introduit le geste des « cornes » dans le metal. Le court-métrage d'animation qui y est associé, tiré du film The Butterfly Ball de Tony Klinger, est particulièrement connu en France pour avoir été utilisé à partir de 1975 sur la chaîne Antenne 2, qui le diffusait comme interlude pour pallier les « difficultés techniques ». Sa diffusion était donc aléatoire, ce qui a contribué à le rendre mythique en cette époque où les magnétoscopes n'étaient pas chose courante dans les foyers français.
Love Is All et toute l'imagerie liée au court métrage (animaux chantants, ambiance de fête) ont été recyclés deux fois : dans une publicité pour la marque de sirop Sironimo dans les années 1990, et dans une reprise par le groupe Florabelle et la Mushroom Family, où la technique des images de synthèse se substitue à l'animation traditionnelle du court métrage original. Il existe une adaptation française du titre par Sacha Distel sous le titre Toutes les mêmes.
Love Is All a été remixé en 2008 par Gonzales pour le compte de la chaîne franco-allemande Arte afin de promouvoir son émission estivale Summer of the 70s. Jacques Higelin, Nina Hagen, Micky Green, Mathieu Boogaerts, Tocotronic et Mieze Katz ont participé à cette reprise illustrée par un clip en animation 3D réalisé par Caleb Krivoshey.
Le générique de fin du film Les Seigneurs (2012) est lancé sur la chanson originale.

## Titres
Toutes les chansons sont écrites et composées par Roger Glover, sauf mention contraire.
| 1.    | Dawn                                |                                 | 1:21 |
| 2.    | Get Ready                           | Glenn Hughes                    | 2:06 |
| 3.    | Saffron Dormouse and Lizzy Bee      | Helen Chappelle, Barry St. John | 1:25 |
| 4.    | Harlequin Hare (Glover, Dio, Soule) | Neil Lancaster                  | 1:26 |
| 5.    | Old Blind Mole                      | John Goodison                   | 1:11 |
| 6.    | Magician Moth                       |                                 | 1:33 |
| 7.    | No Solution                         | Mickey Lee Soule                | 3:28 |
| 8.    | Behind the Smile                    | David Coverdale                 | 1:46 |
| 9.    | Fly Away                            | Liza Strike                     | 2:22 |
| 10.   | Aranea                              | Judy Kuhl                       | 1:37 |
| 11.   | Sitting in a Dream                  | Ronnie James Dio                | 3:40 |
| 12.   | Waiting                             | Jimmy Helms                     | 3:11 |
| 13.   | Sir Maximus Mouse                   | Eddie Hardin                    | 2:35 |
| 14.   | Dreams of Sir Bediviere             |                                 | 4:09 |
| 15.   | Together Again (Glover, Dio, Soule) | Tony Ashton                     | 2:05 |
| 16.   | Watch Out for the Bat               | John Gustafson                  | 1:41 |
| 17.   | Little Chalk Blue (Glover, Hardin)  | John Lawton                     | 3:44 |
| 18.   | The Feast                           |                                 | 1:48 |
| 19.   | Love Is All (Glover, Hardin)        | Ronnie James Dio                | 3:14 |
| 20.   | Homeward (Glover, Hardin)           | Ronnie James Dio                | 4:12 |
| 74:15 |                                     |                                 |      |

## Musiciens
| - Tony Ashton : chant - John Goodison : chant - John Gustafson : chant - Helen Chappelle : chant, chœurs - David Coverdale : chant - Ronnie James Dio : chant - Jimmy Helms : chant - Kay Garner : chœurs - Eddie Hardin : chant, piano, orgue, synthétiseur, chœurs - Roger Glover : basse, guitare, piano, synthétiseur, percussions, chœurs - Jack Emblow : accordéon - Ray Fenwick : guitare - Mo Foster : basse - Michael Giles : batterie - Les Binks : batterie | - Glenn Hughes : chant - Neil Lancaster : chant - John Lawton : chant - Mickey Lee Soule : chant - Barry St. John : chant, chœurs - Liza Strike : chant, chœurs - Judi Kuhl : chant, chœurs - Joanne Williams : chœurs - Eddie Jobson : violon - Chris Karan : tablâ - Mike Moran : piano - Ann Odell : piano - Robin Thompson : basson - Nigel Watson : scie musicale - The Mountain Fjord Orchestra, mené par David Woodcock et dirigé par Martin Ford, John Bell et Del Newman |

## Versions et reprises deLove Is All
- Deep Purple & London Symphonic Orchestra - Live at the Royal Albert Hall (disponible en DVD)
- Deep Purple - Live in Tokyo (3/24 & 3/25)
- Deep Purple - Live at the Rotterdam Ahoy
- Eddie Hardin - Circumstancial Evidence
- Dana Winner - Unforgettable Too
- Totally Gourdgeous - The Stroke of Midnight
- Florabelle & la Mushroom Family
- Sacha Distel - Toutes les mêmes
- Henri Dès - Ma parole
- Saule - lors de divers concerts